# Planchonella kaernbachiana
Planchonella kaernbachiana là một loài thực vật có hoa trong họ Hồng xiêm. Loài này được (Engl.) H.J.Lam miêu tả khoa học đầu tiên năm 1925.